# Stazione meteorologica di Patti Tindari
La stazione meteorologica di Patti Tindari è la stazione meteorologica di riferimento relativa alla località di Tindari.

## Coordinate geografiche
La stazione meteo si trova nell'Italia insulare, in Sicilia, nella città metropolitana di Messina, nel comune di Patti, nella località di Tindari, a 280 metri s.l.m. e alle coordinate geografiche 38°08′N 15°03′E.

## Dati climatologici
In base alla media trentennale di riferimento 1961-1990, la temperatura media del mese più freddo, gennaio, si attesta a +10,2 °C; quella del mese più caldo, agosto, è di +24,9 °C .
| Patti Tindari      | Mesi | Mesi | Mesi | Mesi | Mesi | Mesi | Mesi | Mesi | Mesi | Mesi | Mesi | Mesi | Stagioni | Stagioni | Stagioni | Stagioni | Anno |
| Patti Tindari      | Gen  | Feb  | Mar  | Apr  | Mag  | Giu  | Lug  | Ago  | Set  | Ott  | Nov  | Dic  | Inv      | Pri      | Est      | Aut      | Anno |
| ------------------ | ---- | ---- | ---- | ---- | ---- | ---- | ---- | ---- | ---- | ---- | ---- | ---- | -------- | -------- | -------- | -------- | ---- |
| T. max. media (°C) | 12,6 | 13,3 | 14,7 | 17,4 | 21,1 | 25,4 | 27,9 | 28,4 | 25,7 | 21,8 | 17,8 | 14,6 | 13,5     | 17,7     | 27,2     | 21,8     | 20,1 |
| T. min. media (°C) | 7,7  | 7,8  | 9,0  | 11,0 | 14,2 | 18,1 | 20,8 | 21,4 | 19,5 | 16,0 | 12,6 | 9,7  | 8,4      | 11,4     | 20,1     | 16,0     | 14,0 |